# إريك سيلفرمان
إريك كلاين سيلفرمان هو عالم أنثروبولوجيا ثقافية، وعمل كأستاذ لبحوث الأنثروبولوجيا في كلية ويلوك ببوسطن، والتي صارت معهدًا مستقلًا في صيف 2018، كما يساهم بدراسات مطوّلة في مركز بحوث دراسات المرأة في جامعة برانديز. بالإضافة إلى ذلك، يعمل إريك كباحث وكاتب في مشروع رودس، وهو مبادرة بحثية لدراسة حيوات ووظائف باحثات رودس بـ (مكاليستر اوليفاريوس) في المملكة المتحدة.
يوظف سيلفرمان نهجًا مجهريًا في البحث والكتابة للربط بين المجتمع الأمريكي والثقافات العالمية الأخرى، مهتمًا بشكل خاص بالهوية الأخلاقية، وعلوم الجمال، والنوع، والدين، والذكورة والأبوة، والعولمة، كما أن له باعًا طويلًا في الاهتمام بسكان نهر سيبيك في بابوا بغينيا الجديدة.

## التعليم
حصل سيلفرمان على بكالوريوس في علم الأنثروبولوجي عام 1984 من جامعة برانديز، وحصل من جامعة مينيسوتا على الماجستير عام 1987 والدكتوراة عام 1993.